# Pohlia barbuloides
Pohlia barbuloides är en bladmossart som beskrevs av Harumi Ochi 1985. Pohlia barbuloides ingår i släktet nickmossor, och familjen Bryaceae. Inga underarter finns listade i Catalogue of Life.